# Estany Llebreta
Estany Llebreta är en sjö i Spanien.   Den ligger i provinsen Província de Lleida och regionen Katalonien, i den nordöstra delen av landet, 400 km nordost om huvudstaden Madrid. Estany Llebreta ligger 1 734 meter över havet.  Trakten runt Estany Llebreta består i huvudsak av gräsmarker.